# Drosophila neotrapezifrons
Drosophila neotrapezifrons este o specie de muște din genul Drosophila, familia Drosophilidae, descrisă de Ranganath, Krishnamurthy și Ian Charleson Hedge în anul 1983. Conform Catalogue of Life specia Drosophila neotrapezifrons nu are subspecii cunoscute.